# Veseli Ciumakî, Apostolove
Veseli Ciumakî (în ucraineană Веселі Чумаки) este un sat în comuna Vilne din raionul Apostolove, regiunea Dnipropetrovsk, Ucraina.

## Demografie
Componența lingvistică a localității Veseli Ciumakî
     Ucraineană (86,02%)
     Rusă (10,75%)
     Belarusă (2,15%)
Conform recensământului din 2001, majoritatea populației localității Veseli Ciumakî era vorbitoare de ucraineană (86,02%), existând în minoritate și vorbitori de rusă (10,75%) și belarusă (2,15%).